# Legione Portoghese (Estado Novo)
La Legione Portoghese (in portoghese: Legião Portuguesa, abbreviato LP) fu un'organizzazione paramilitare statale portoghese fondata nel 1936, durante l'Estado Novo, il regime fascista di António de Oliveira Salazar.
I suoi obiettivi erano "difendere il patrimonio spirituale del Portogallo" e "combattere la minaccia comunista e l'anarchismo". Nel corso della seconda guerra mondiale fu l'unica organizzazione di Stato ad appoggiare apertamente e giustificare l'espansionismo di Hitler verso l'Europa.
La Legione Portoghese era sotto il diretto controllo del Ministero dell'interno e della guerra ed era responsabile della difesa civile sia in Portogallo che nei territori dell'Impero portoghese. Si trovò spesse volte a collaborare con la Polícia Internacional e de Defesa do Estado (PIDE).
Venne sciolta nel 1974, in seguito alla Rivoluzione dei garofani.

## Inno
L'inno della Legione Portoghese venne scritto nel 1937 da José Gonçalves Lobo. Il testo esponeva i principi e gli obiettivi dell'organizzazione ed esaltava la figura di Salazar.